# П'єзокерамічний випромінювач

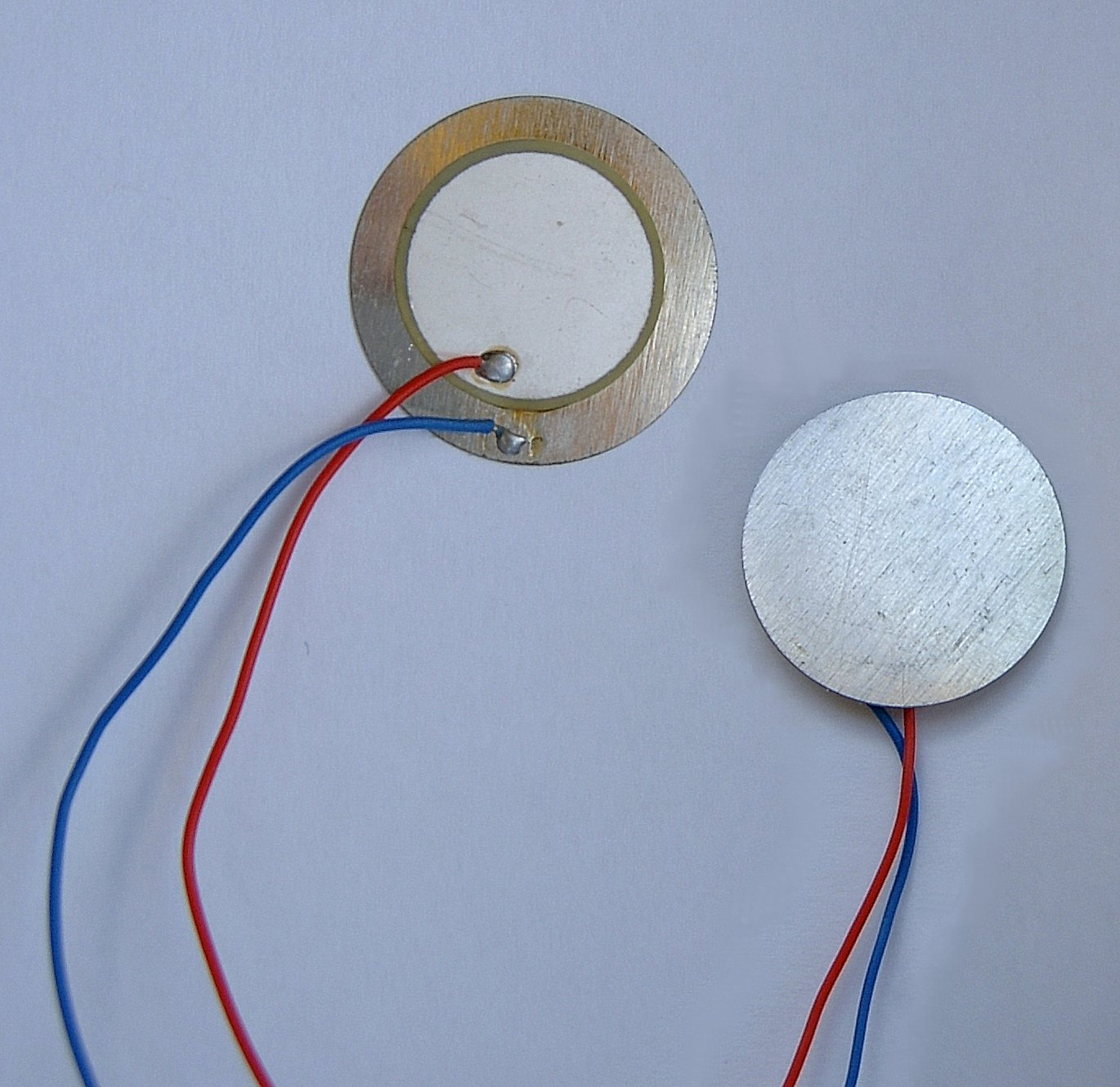
П'єзокерамічні випромінювачі.

П'єзокерамі́чний випромі́нювач (п'єзовипромінювач) — електроакустичний пристрій, що відтворює звук або ультразвук, використовуючи зворотній п'єзоелектричний ефект.

## Будова
П'єзокерамічний випромінювач складається з металевої пластини, на яку нанесено шар п'єзоелектричної кераміки, що має на зовнішній стороні струмопровідне напилення. Пластина і напилення є двома контактами. Для збільшення гучності звуку до металевої пластини може кріпитися невеликий рупор у вигляді металевого або пластикового купола з отвором. Як рупор також може використовуватися поглиблення в корпусі пристрою, в якому використовується п'єзовипромінювач.

## Використання
П'єзовипромінювачі широко використовуються в різних електронних пристроях — годинниках-будильниках, телефонних апаратах, електронних іграшках, побутовій техніці. Часто використовуються як випромінювачі ультразвукових коливань в пристроях відлякування гризунів та комах, зволожувачах повітря, ультразвукових «пральних машинах».
П'єзовипромінювач також може використовуватися як п'єзоелектричний мікрофон або датчик.